# Chiến tranh Đông La Mã-Ottoman
Các cuộc chiến tranh Đông La Mã - Ottoman là một loạt các cuộc xung đột mang tính quyết định giữa một quốc gia mới nổi của người Thổ Nhĩ Kỳ Ottoman và một Đế quốc Đông La Mã đã tồn tại lâu đời. Đế quốc Đông La Mã vốn đã ở trong tình trạng suy yếu và kiệt quệ sau khi bị chia cắt sau cuộc Thập tự chinh lần thứ 4 , và những nỗ lực phục hồi đất nước dưới Triều Palaiologos đã không thành công . Đế quốc dần bất lực trước những lãnh thổ ở Tiểu Á liên tục bị các Beyljik tấn công , tại Châu Âu thì luôn bị Đế quốc Serbia và Đế quốc Bulgaria thèm khát và phải đối mặt với những thất bại trước người Ottoman đang mở rộng lãnh thổ về phía Tây. Sau đó người Ottoman đánh bại Đông La Mã mở mang lãnh thổ và tiến vào Châu Âu. Đỉnh điểm là sự thất thủ Constantinople dưới tay người hồi giáo vào năm 1453 , đã chính thức chấm dứt sự tồn tại của Đông La Mã. Tuy nhiên một số lãnh thổ tàn dư vẫn còn tồn tại cho đến năm 1479. Cuộc chiến đã dẫn đến sự sụp đổ của Đế quốc Đông La Mã và sự trỗi dậy mạnh mẽ của Đế quốc Ottoman tại Châu Âu.
Sự thất bại trước thập tự Chinh thứ tư , những người tàn dư từ Đế quốc Đông La Mã cũ bắt đầu thành lập Đế quốc Nicaean tại tiểu á. Khi tình hình ổn định và lợi dụng tình hình khi Hồi quốc Rum bắt đầu suy yếu và đang tập trung quân đội chiếm giữ lãnh thổ ở phía tây tiểu á.Khi Đế quốc Nicaean đẩy lùi người Thổ Nhĩ Kỳ Seljuk khỏi các lãnh thổ lân cận và bắt đầu tái chiếm Constantinopolis vào năm 1261. Sau khi Đế quốc Đông La Mã được khôi phục ,vị trí của Đế quốc ở châu Âu không còn như trước đó nữa khi các thế lực đối thủ mới nổi bắt đầu trỗi dâỵ như Epirus , Serbia và Bulgaria .Với sự suy yếu của Hồi quốc Rum , các quân đội của Đế quốc được rút khỏi tiểu Á để bảo vệ các lãnh thổ Balkan và Thrace trước Đế quốc Bulgaria thứ hai và Đế quốc Serbia sau đó .
Sự suy yếu đáng kể của Hồi quốc Rum dẫn đến tan rã vào đầu thế kỉ XIV đã mang lại nhiều sự bất ổn cho biên giới Tiểu Á, khi các quý tộc được gọi là Ghazis bắt đầu thiết lập các thái ấp với sự tham vọng mở mang khu vực với các lãnh thổ của Đế quốc Đông La Mã suy yếu. Trong khi đó nhiều Beyljik Ottoman đã bắt đầu tham gia vào cuộc chinh phục lãnh thổ tiểu á của người Byzantine. Các lãnh thổ nằm dưới sự kiểm soát của một beyjik đứng đầu Osman I , là một mối đe dọa lớn nhất đối với Đông La Mã . Trong vòng 90 năm kể từ khi Osman I thành lập Ottoman Beyljik, người Byzantine đã mất toàn bộ lãnh thổ ở Tiểu Á. Đến năm 1400, ảnh hưởng của Đế quốc chỉ còn kéo dài đến tận Morea Hy Lạp, một số đảo Aegea và một dải đất nhỏ ở Thrace ngay gần thủ đô. Nhận thấy sự lớn mạnh của quân đội hổi giáo từ Châu Á tiến vào Châu Âu các Cuộc Thập tự chinh Nicopolis năm 1396 và cuộc chiến tranh Timur-Ottoman năm 1402 và Cuộc thập tự chinh Varna năm 1444 đã cho phép Đế quốc Đông La mã kéo dài hơi tàn cho đến khi Constantinopolis thất thủ vào năm 1453. Sau khi chiếm được kinh dô Đông La Mã, khiến cho vị thế của Đế quốc Ottoman tăng mạnh tầm ảnh hưởng và được đảm bảo tại Châu Âu.

## Sự trỗi dậy của Ottoman: 1265–1328

Đông Địa Trung Hải vào những năm 1263. Đế quốc Đông La Mã(Đỏ nhạt). Ottoman (Xanh đậm nhỏ)các lãnh thổ có được từ 1299-1326.Các lãnh thổ Latinh(Tím).Hồi quốc Rum (Xanh nhạt)

Sau cuộc tái chiếm Constantinople của Đế quốc Đông La Mã vào năm 1261, Đế quốc lúc này đã rơi vào thế cô lập. Nhiều cuộc thảo luận giữa các công quốc Latinh của lục địa Hy Lạp và các khu vực khác về việc lấy lại Constantinople khôi phục Đế quốc Latinh cũ. Trong khi ở phía bắc, một thế lực đáng kể khác đến từ sự bành trướng của Đế quốc người Serbia vào vùng Balkan của vua Stefan Uroš I.
Khu vực sông Danube nơi từng là biên giới vững chắc dưới triều Komnenian tại giờ đây đang đe dọa chính Đế quốc. Để giải quyết những vấn đề này, Michael VIII bắt đầu củng cố quyền cai trị của mình .Ông đã làm mù mắt hoàng đế trẻ tuổi John IV , điều này dẫn đến nhiều sự phẫn nộ của nhiều người. Để chống lại điều này, Hoàng đế  đã bổ nhiệm một Thượng phụ mới tại kinh đô Constantinopolis là Germanus III và ra lệnh cho ông ta bãi bỏ điều mà Thượng phụ cũ Arsenios Autoreianos đã áp đặt để chống lại người kế nhiệm và phải phục tùng chính quyền của La Mã để giảm nhẹ sức ảnh hưởng của người Latinh. Khi Đế quốc Đông La Mã tiếp tục cuộc chinh phục lãnh thổ Latinh , người Thổ Nhĩ Kỳ Ottoman dưới sự chỉ huy của Osman I bắt đầu các cuộc tấn công vào lãnh thổ tiểu á của La Mã các thành phố Söğüt và Eskişehir lần lượt bị chiếm vào năm 1265 và 1289. Mikhael Palaiologos đã không thể đối phó với những thất bại ban đầu này do nhu cầu chuyển quân sang Balkan và Thrace để trấn thủ. Năm 1282, Michael Palaiologos qua đời và con trai ông là Andronikos II lên nắm quyền. Cái chết của Hoàng đế tiền nhiệm là một sự giải thoát cho xã hội La Mã với  chính sách xoa dịu tiếng Latinh của ông đối với Giáo hội ở Rome và những thuế nặng và chi tiêu quân sự đã đặt gánh nặng lên người dân. Khi người Thổ Nhĩ Kỳ Ottoman bắt đầu làm chủ tiểu á, Ottoman được coi là người giải phóng vùng đất tiểu á và nhiều người đã cải đạo sang đạo Hồi làm suy yếu cơ sở quyền lực Chính thống giáo của Đế quốc Đông La Mã đã ảnh hưởng lâu đời tại đây. 
Dưới sự cai trị của Andronikos II được đánh dấu bằng sự suy tàn và những quyết định sai lầm nặng nề mà về lâu dài sẽ làm cho Đế quốc Byzantine không thể khôi phục và trỗi dậy thêm một lần nào nữa. Hoàng đế đã bắt đầu giảm thấp giá trị của nền kinh tế , dẫn đến suy yếu nền kinh tế Đế quốc , thuế đã được giảm đối với tầng lớp quý tộc trên đất liền tuy nhiên nó lại được áp dụng cho cấp Hiệp sĩ . Để củng cố quyền cai trị của bản thân, ông đã bác bỏ sự hợp nhất của Giáo hội Chính thống và Công giáo do Hội đồng thứ hai của Lyon ra sắc lệnh vào năm 1274, do đó càng làm gia tăng sự thù địch giữa người Latinh và người Byzantine. Andronikos II rất quan tâm đến việc bảo tồn lãnh thổ ở vùng đất Tiểu Á của Đế quốc và ra lệnh xây dựng các pháo đài ở Tiểu Á và huấn luyện quân đội một cách mạnh mẽ. Hoàng đế ra lệnh chuyển triều đình của ông đến tiểu á để giám sát các chiến dịch ở đó và chỉ thị cho tướng Alexios Philanthropenos đẩy lùi quân Thổ Nhĩ Kỳ Ottoman. Những thành công ban đầu trở nên vô ích khi Alexios tổ chức một cuộc đảo chính với Đế quốc Đông La Mã với kết cục là đại bại , dẫn đến việc ông bị mù và kết thúc các chiến dịch của mình. Điều này cho phép người Ottoman tận dụng cơ hội bao vây Nicaea vào năm 1301 và sau đó thất bại trước con trai của Andronikos là Michael IX và tướng George Mouzalon diễn ra tại Magnesia và Bapheus vào năm 1302. Trên đà thắng lợi, Andronikos một lần nữa cố gắng giáng một đòn quyết định vào quân Thổ Nhĩ Kỳ, lần này là thuê lính đánh thuê người Catalan. Dưới sự hướng dẫn của Michael IX và sự lãnh đạo của Roger de Flor , Tổ chức lính đánh thuê Catalan gồm 6.500 người vào mùa xuân. Trong mùa hè năm 1303 , đã chiến thắng và đẩy lùi quân Thổ Nhĩ Kỳ. Cuộc tấn công dữ dội của lính đánh thuê đã đẩy người Thổ Nhĩ Kỳ Ottoman từ Philadelphia về Cyzicus, trong quá trình gây ra sự tàn phá lớn cho khu vực tiểu á. Đang trên đà thắng lợi thì Roger de Flor bị ám sát , để trả thù , lính đánh thuê Catalan bắt đầu cướp phá vùng nông thôn Tiểu Á. Cuối cùng khi họ rời đi vào năm 1307 , để tấn công Thrace của Đông La Mã. Người Ottoman bắt đầu phong toả các pháo đài quan trọng của Byzantine ở Tiểu Á và được người dân tại đây chào đón. Ottoman Beyljik đã xây dựng thành công quân sự của họ một cách mạnh mẽ so với Đế quốc chính thống giáo bên phía tây châu lục đang lụi tàn. Nhiều tầng lớp nông dân và người dân ở tiểu á coi người Ottoman là bá chủ cai trị hùng mạnh mới tại nơi đây.   
Sau những thất bại quan trọng trước Ottoman , Hoàng đế Andronikos II không còn có khả năng tập hợp một đội quân lớn để bảo vệ các vùng đất ít ỏi ở Tiểu Á. Năm 1320, cháu trai của Andronikos II là Andronikos III  đã bị tước quyền thừa kế ngôi vị sau cái chết của người cha là Mikhael IX. Năm sau, Andronikos III đã trả đũa bằng cách hành quân đến kinh đô Constantinopolis và trao cho Thrace làm phụ tá . Ông tiếp tục giành lại quyền thừa kế của mình, vào năm 1322, ông được phong làm đồng hoàng đế. Đỉnh điểm cuộc nội chiến Byzantine năm 1321–1328 , trong đó Đế quốc Serbia ủng hộ Andronikos II và Đế quốc Bulgaria thứ hai ủng hộ cháu trai Andronikos III. Cuối cùng thì Andronikos III giành chiến thắng khải hoàn vào ngày 23 tháng 5 năm 1328. Khi hoàng đế kế nhiệm đang củng cố quyền lực của mình ở Constantinopolis, thì nhân cơ hội đó Đế quốc Ottoman đã thành công trong việc chiếm lấy thành phố Bursa từ Đông La Mã vào năm 1326.   

## Byzantine được phục hồi: 1328-1341

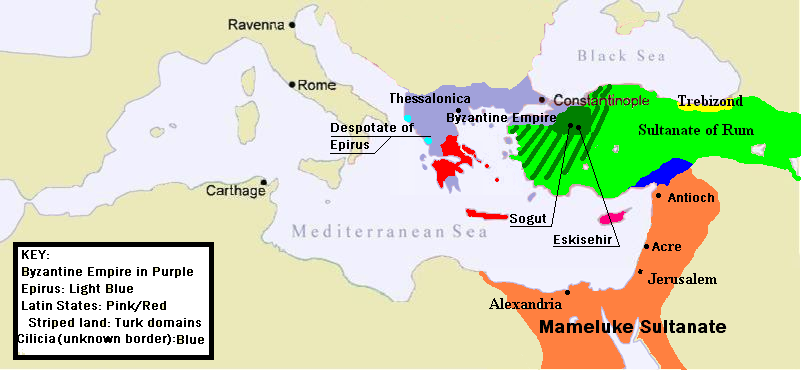
Đế quốc Byzantine (Tím) dưới sự cai trị của hoàng đế Andronnikos III vào năm 1328

Dưới sự cai trị của Andronikos III được đánh dấu bằng nỗ lực thực sự và đầy hứa hẹn chấn hưng đất nước lần cuối cùng của Byzantine nhằm khôi phục lại "vinh quang từng là của Đế quốc La Mã ". Năm 1329, quân đội Byzantine được cử đến chính phạt quân Ottoman vốn đang phong tỏa và bao vây Nicaea từ năm 1301. Các cuộc phản công của Đông La Mã cùng với quy mô phòng thủ của Nicaea đã khiến quân Ottoman bất lực trước các nỗ lực chiếm lấy bất kỳ thành phố nào nhằm bành trướng lãnh thổ. Việc chiếm giữ các địa phương nằm gần Nicaea cũng đi kèm với sự tàn phá và tàn sát quy mô lớn của Ottoman. 
Không lâu sau đó, đội quân cứu viện Byzantine bị đánh bại tại Pelekanos vào ngày 10 tháng 6 năm 1329. Năm 1331, Số phận Nicaea đã được định đoạt bởi Ottoman , Nicaea đầu hàng , dẫn đến một đòn giáng nặng nề đến với uy danh của Đế quốc Byzantine khi thành phố đã từng là thủ đô của Đế quốc từ hơn 70 năm trước.
Một lần nữa sức mạnh quân sự của người Byzantine đã suy yếu và Andronikos III buộc phải ngoại giao hoà hoãn như ông nội của ông trước đó để đổi lại sự an toàn và ổn định của các khu định cư Byzantine còn ít ỏi ở Tiểu Á và người Ottoman sẽ phải cống nạp. Thật không may, Ottoman Beyljik tiếp tục tham vọng muốn bành trướng lãnh thổ , tấn công và bao vây Nicomedia vào năm 1333 và thành phố cuối cùng của Đông La Mã ở Tiểu Á đã thất thủ vào năm 1337.
Bất chấp những thất bại trước đó tại khu vực tiểu á trước người Ottoman, Andronikos III đã có thể ghi được một số thành công trước các đối thủ của mình ở Hy Lạp và khu vực khác lần lượt là  Epirus cùng với Thessaly đã bị khuất phục và sáp nhập vào Byzantine.  Năm 1329, người Byzantine chiếm được các đảo Chios và vào năm 1335 chiếm được đảo Lesbos  việc chiếm các lãnh thổ của họ chứng tỏ tiềm năng mà người Byzantine có được vào thời Andronikos III.

## Ottoman xâm nhập vào Châu Âu: 1341-1371

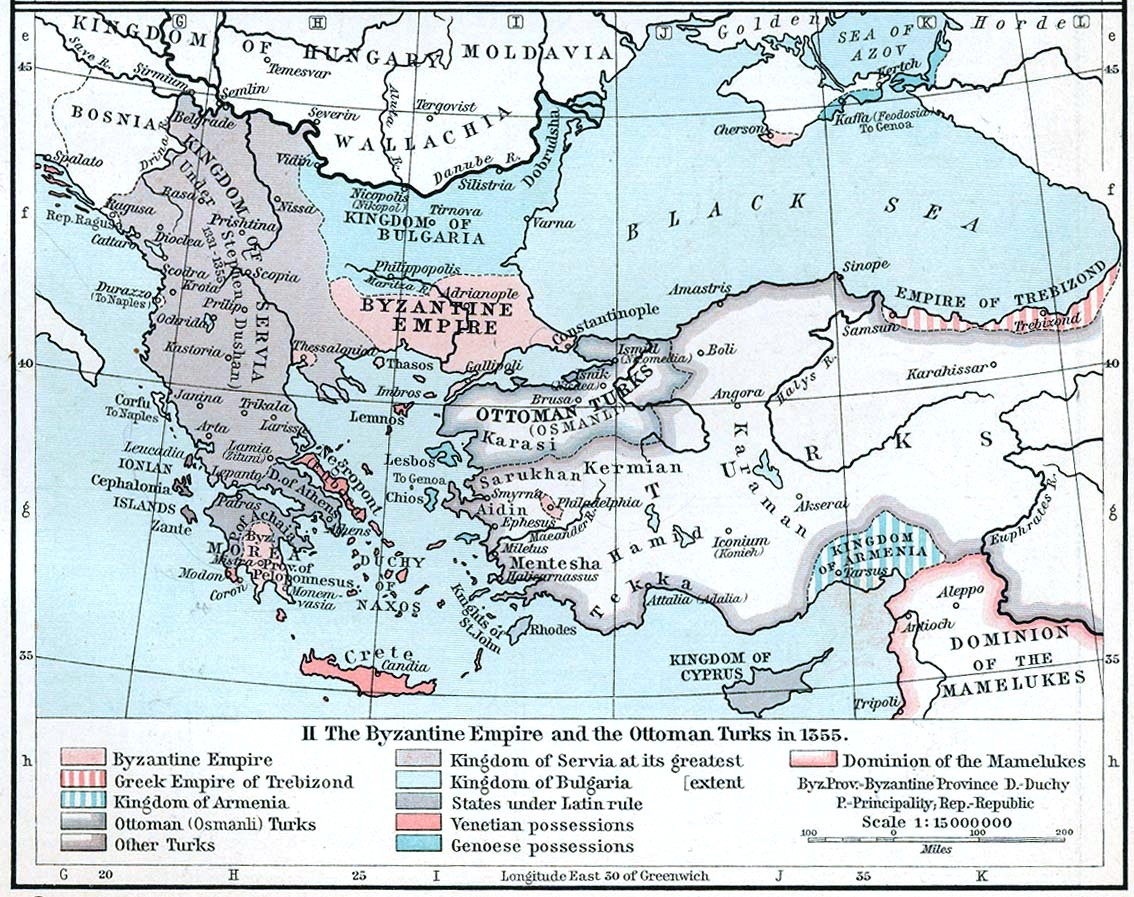
Tại khu vực Balkan và Tiểu Á những năm 1355.Đế quốc Byzantine đã mất hết lãnh thổ tại tiểu á bởi Đế quốc Ottoman và khu vực Epirus và Macedonia đánh mất vào tay Đế quốc Serbia

Sau khi Hoàng đế Andronikos III qua đời năm 1341 đã khiến tình hình Đế quốc trở nên nguy nan. Người con trai 10 tuổi John V lên cai trị.  Chế độ nhiếp chính được thiết lập với với John Cantacuzenus cùng mẹ của vị Hoàng đế trẻ tuổi là Anna xứ Savoy và Thượng phụ John XIV Kalekas . Sự đối địch giữa Kalekas và Cantacuzenus đã dẫn đến một cuộc nội chiến nội bộ Đế quốc , trong đó Cantacuzenus nổi lên tại Constantinople vào tháng 2 năm 1347.  Trong thời gian này bệnh dịch , động đất và các cuộc tấn công của Ottoman xảy ra liên tục . Trong suốt cuộc nội chiến, người Byzantine đã để mất phần lớn lãnh thổ Macedonia trong đống đổ nát và bị chiếm bởi Đế quốc Serbia mới thành lập . Sau chiến thắng cuộc nội chiến, Cantacuzenus cai trị với tư cách là đồng hoàng đế với John V.
Với sự xuất hiện mới của người kế nhiệm Ottoman là Orhan I , đã lợi dụng sự suy yếu và bất ổn của Đế quốc Đông La Mã mà chiếm được pháo đài Kallipolis ( Gallipoli ) vào năm 1354 bắt đầu sự xâm nhập của Ottoman vào Châu Âu. Sự xuất hiện của những người lính Ottoman dường như bất khả chiến bại bao vây Constantinople đã gây ra một sự hoảng loạn ở Constantinople, với sự hỗ trợ của Cộng hoà Genova theo John V đã tổ chức một cuộc đảo chính và lật đổ John VI Cantacuzenus dưới sự ủng hộ của Ottoman vào tháng 11 năm 1354 và đẩy lui được Ottoman khỏi Constantinopolis vào năm 1356. Sau đó , kết thúc giao tranh giữa Ottoman và Đông La Mã tại điểm đó có một khoảng thời gian tạm yên bình.
Năm 1361 ,thành phố Didymoteichon tại Thrance rơi vào tay Đế quốc Ottoman. Người kế vị của Orhan là vua Murad I quan tâm nhiều hơn đến sự ổn định ở Tiểu á. Murad I để lại việc chiếm lãnh thổ La Mã cho các chư hầu của mình với việc Philippopolis thất thủ từ năm 1363–64 và vào năm 1369 Adrianople đầu hàng , tất cả các trận đánh Đế quốc Ottoman hoàn toàn giành thắng lợi.
Đế quốc Đông La Mã rơi vào thế bị động hoàn toàn , khi không có khả năng tiến hành cuộc phản công hay phòng thủ nào đối với những vùng đất này vừa bị đánh mất. Lúc này Đế quốc Ottoman đã trở nên cực kỳ hùng mạnh. Vào ngày 26 tháng 9 năm 1371 , vua Murad I đã đại thắng trước đội quân Đế quốc Serbia trong Trận Maritsa và dẫn đến sự sụp đổ của quốc gia của người Serbia. Người Ottoman hiện đã sẵn sàng chinh phục kinh đô Constantinople. Cảm thấy sự đe doạ, John V đã kêu gọi sự ủng hộ của Giáo hoàng và chấp nhận phục tùng Rome để đổi lấy sự hỗ trợ quân sự. Sau đó, John V không nhận được sự giúp đỡ nào và buộc phải quay sang đàm phán với kẻ thù người Ottoman. Murad I và John V đã có một thỏa thuận, theo đó Byzantine sẽ cung cấp quân lính và tiền cống nạp để đổi lấy an ninh và sự hoà bình.